# 1276

## أحداث
- السلطان المملوكي بيبرس يفتح إقليم المريس ويضمه لمصر، وكان الإقليم تابعا لمملكة مقرة

## مواليد
- محمود بن عبد الرحمن الأصفهاني

## وفيات
- شمس الدين الحارثي
- علاء الدين الجويني
- أحمد البدوي